# Coahuilasaurus
Coahuilasaurus („ještěr ze státu Coahuila“) byl rod kachnozobého dinosaura, žijícího v období pozdní křídy (pozdní fáze věku/stupně kampán, asi před 72,5 miliony let) na území dnešního Mexika. Jeho fosilie byly objeveny v sedimentech geologického souvrství Cerro del Pueblo a formálně byl popsán v roce 2024.

## Popis

Coahuilasaurus - fosilní materiál typového exempláře.

Tento poměrně mohutný býložravý dinosaurus dosahoval délky kolem 8 metrů, byl tedy spíše středně velkým kachnozobým dinosaurem. Celková tělesná hmotnost příbuzných a podobně velkých druhů hadrosauridů dosahovala zhruba až hodnoty 3000 kg. Stejně jako jeho vývojový příbuzný rodu Gryposaurus měl i Coahuilasaurus charakteristicky vyklenutý nasální oblouk. Tito kachnozobí dinosauři zřejmě v dospělosti žili ve stádních skupinách.

## Zařazení
Coahuilasaurus byl zástupcem podčeledi Saurolophinae a tribu Kritosaurini. Jeho sesterským taxonem byl rod Gryposaurus, u něhož jsou dnes rozeznávány tři platné druhy: G. notabilis (Lambe, 1914), G. latidens (Horner, 1992) a G. monumentensis (Gates a Sampson, 2007; ze souvrství Kaiparowits). V roce 2016 byl ze sedimentů souvrství Javelina v Texasu popsán další potenciálně platný druh G. alsatei. Dalšími blízce příbuznými rody jsou například Rhinorex, vzdáleněji pak Kritosaurus, Latirhinus, Anasazisaurus nebo Naashoibitosaurus.

## Paleoekologie

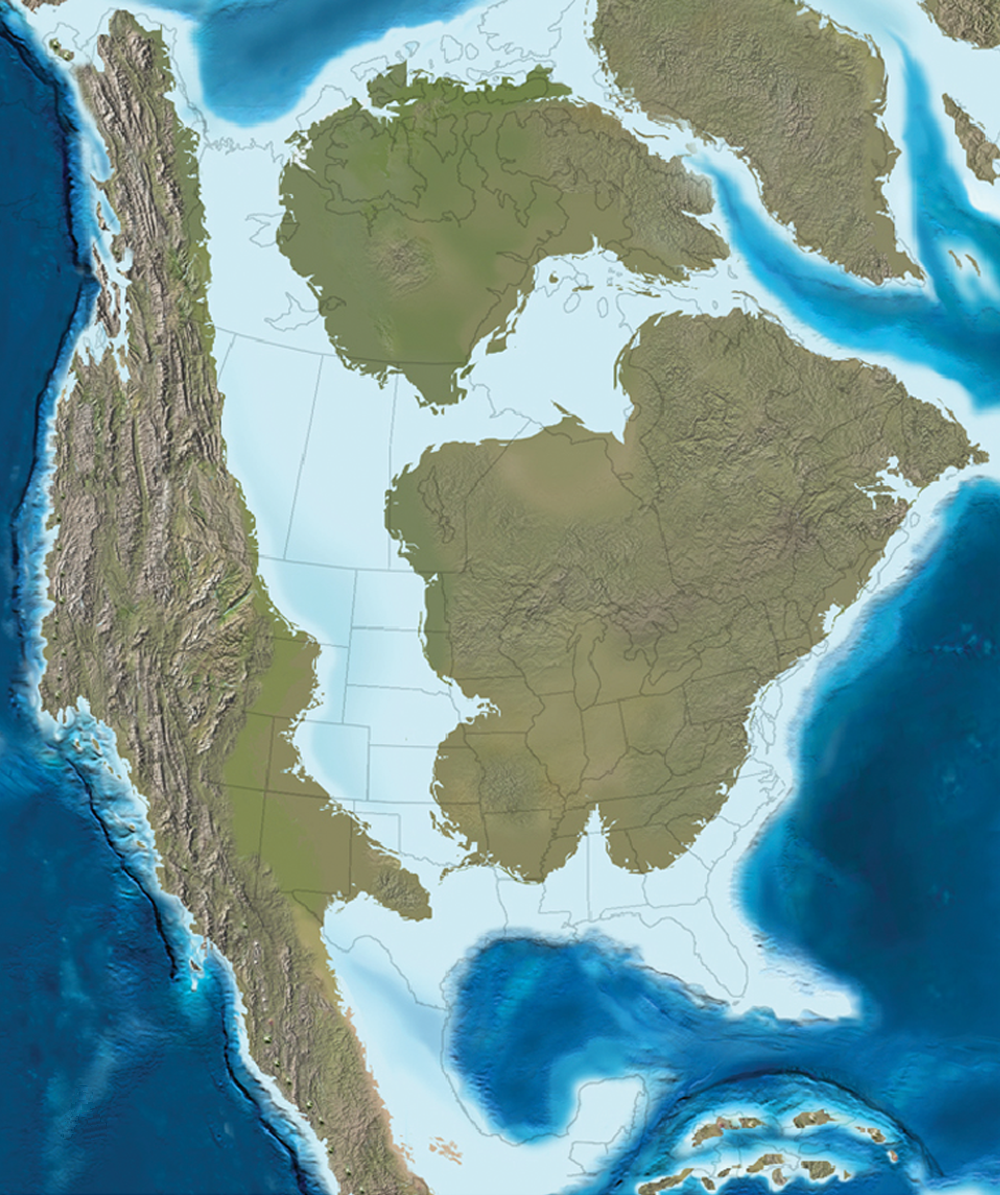
Paleomapa Severní Ameriky přibližně v době existence rodu Coahuilasaurus.

Jednalo se o stádního býložravce, spásajícího především nízko rostoucí vegetaci. Mezi hlavní predátory tohoto hadrosaurida mohli patřit středně velcí až velcí tyranosauridní teropodi, jako byl ze severnějších oblastí známý druh Teratophoneus curriei.